# And Now For Something Completely Different
And Now For Something Completely Different (br.E Agora Para Algo Completamente Diferente, pt. E Agora Algo Completamente Diferente) é um filme inspirado na série de televisão Monty Python's Flying Circus, apresentando refilmagens das melhores sequências de suas duas primeiras temporadas, entre elas: "How Not To Be Seen", "Dirty Hungarian Phrase Book", "Funniest Joke In World", "Restaurant Sketch", "Dead Parrot", "Lumberjack Song", "Upper-Class Twit Of The Year", "Nudge-Nudge" e outras clássicas.
Foi lançado em 1971 visando principalmente o público norte-americano que ainda não tivera a oportunidade de conhecer o humor do Monty Python, até então restrito à TV britânica. O filme teve boa recepção nos EUA, apesar de que eles ainda não estivessem acostumados ao humor britânico. Já na Inglaterra, o filme não fez tanto sucesso, pelo fato de não apresentar nada de novo, apenas as mesmas cenas já vistas anteriormente. A única possível mudança foi a primeira oportunidade para alguns de poder ver os Pythons em cores pela primeira vez.
O filme, que dura 90 minutos, foi lançado no Brasil apenas em VHS e ainda aguarda para ser relançado em DVD.
O elenco do filme é composto por todos os integrantes dos Pythons e alguns de seus colaboradores, contando com a atuação de Graham Chapman, John Cleese, Terry Gilliam, Eric Idle, Terry Jones, Michael Palin, Carol Cleveland, Connie Booth e Lesley Judd.
Seguido dele, foi lançado o primeiro grande filme e o maior sucesso dos pythons: Monty Python and the Holy Grail.